# Lac Nathalie
Pour les articles homonymes, voir Nathalie.
Le lac Nathalie est un lac de la Grande Terre, l'île principale des Kerguelen dans les Terres australes et antarctiques françaises. Il est situé à l'extrémité sud-est de la péninsule Rallier du Baty au nord de la presqu'île La Bourdonnais qu'il contribue à délimiter.